# Krigsåret 1908

## Pågående krig
- Filippinsk-amerikanska kriget (1898-1913)

## Händelser

### Oktober
- 6 - Österrike-Ungern annekterar Bosnien och Hercegovina. Serbien och Montenegro mobiliserar. Den uppkomna Bosnienkrisen pågår till i april 1909.